# Чемпіонат світу з футболу 1998 (кваліфікаційний раунд, КАФ)

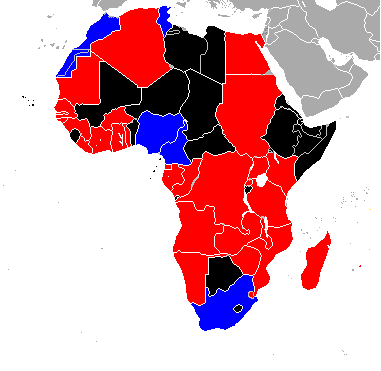
Результати:
Країни, що кваліфікувалися на ЧС-1998
Країни, що не кваліфікувалися на ЧС-1998
Країни, що не брали участі у відборі

У рамках відбіркового турніру до чемпіонату світу з футболу 1998 команди африканської конфедерації КАФ змагалися за п'ять місць у фінальній частині чемпіонату світу з футболу 1998.
Заявки на участь у турнірі подали 38 африканських футбольних федерацій. Однак Федерація футболу Малі і Нігерська федерація футболу відкликали свої заявки ще до проведення жеребкування, тож участь у кваліфікаційному турнірі взяли 36 футбольних збірних Африки.
Переможцями турніру і, відповідно, представниками КАФ на світовій футбольній першості 1998 року стали збірні Тунісу, Камеруну, Марокко, Нігерії та ПАР.

## Формат
Змагання відбувалося у два раунди:
- Перший раунд: збірні Камеруну, Нігерії, Марокко та Єгипту, чотири команди, що мали найвищі рейтинги ФІФА, розпочинали змагання відразу з Фінального раунду. Решта 32 команди-учасниці відбору були розбиті на 16 пар, у кожній із яких проводилися по дві гри, одній удома і одній у гостях. Переможці кожної із пар виходили до Фінального раунду.
- Фінальний раунд: 20 команд були розділені на п'ять груп по чотири у кожній. У кожній групі змагання відбувалися за круговою системою. Переможцями кваліфікаційного раунду ставали переможці кожної із груп.

## Перший раунд
| Команда 1        | Заг. | Команда 2       | 1-й матч | 2-й матч |
| ---------------- | ---- | --------------- | -------- | -------- |
| Мавританія       | 0–2  | Буркіна-Фасо    | 0–0      | 0–2      |
| Намібія          | 3–1  | Мозамбік        | 2–0      | 1–1      |
| Малаві           | 0–4  | Південна Африка | 0–1      | 0–3      |
| Уганда           | 1–5  | Ангола          | 0–2      | 1–3      |
| Гвінея-Бісау     | 4–5  | Гвінея          | 3–2      | 1–3      |
| Гамбія           | 2–5  | Ліберія         | 2–1      | 0–4      |
| Есватіні         | 0–3  | Габон           | 0–1      | 0–2      |
| Бурунді          | 2–0  | Сьєрра-Леоне    | 1–0      | 1–0      |
| Мадагаскар       | 3–4  | Зімбабве        | 1–2      | 2–2      |
| Республіка Конго | 3–1  | Кот-д'Івуар     | 2–0      | 1–1      |
| Маврикій         | 1–7  | Заїр            | 1–5      | 0–2      |
| Руанда           | 1–5  | Туніс           | 1–3      | 0–2      |
| Кенія            | 3–2  | Алжир           | 3–1      | 0–1      |
| Того             | 3–2  | Сенегал         | 2–1      | 1–1      |
| Судан            | 2–3  | Замбія          | 2–0      | 0–3      |
| Танзанія         | 1–2  | Гана            | 0–0      | 1–2      |

### Перше коло
| 31 травня 1996 17:00 |

| Мавританія | 0–0      | Буркіна-Фасо |
| ---------- | -------- | ------------ |
|            | Протокол |              |

| Національний стадіон, Нуакшот Глядачів: 15,000 Арбітр: Альхаджі Ібрагім Фає (Того) |

| 1 червня 1996 15:00 |

| Намібія                | 2–0      | Мозамбік |
| ---------------------- | -------- | -------- |
| Хоесеб 28' Ортманн 80' | Протокол |          |

| Індепенденс Стадіум, Віндгук Глядачів: 5,000 Арбітр: Антоніу Аугушту Сілва (Ангола) |

| 1 червня 1996 15:00 |

| Малаві | 0–1      | Південна Африка |
| ------ | -------- | --------------- |
|        | Протокол | Тінклер 21'     |

| Чичирі, Блантайр Глядачів: 55,000 Арбітр: Чарлз Масембе (Уганда) |

| 1 червня 1996 16:30 |

| Уганда | 0–2      | Ангола                                |
| ------ | -------- | ------------------------------------- |
|        | Протокол | Да Сілва 35' (пен.) Паулан 60' (пен.) |

| Наківубо, Кампала Глядачів: 12,000 Арбітр: Ісаак Омар Абдулкадір (Танзанія) |

| 1 червня 1996 16:30 |

| Гвінея-Бісау                   | 3–2      | Гвінея          |
| ------------------------------ | -------- | --------------- |
| Тавареш 11', 36' Ку 60' (пен.) | Протокол | Камара 53', 54' |

| Ештадіу 24 де Сетембру, Бісау Глядачів: 15,000 Арбітр: Фалла Ндоє (Сенегал) |

| 1 червня 1996 17:00 |

| Гамбія                    | 2–1      | Ліберія          |
| ------------------------- | -------- | ---------------- |
| Корр 18' (пен.) Сілла 58' | Протокол | Дебба 35' (пен.) |

| Індепенденс Стадіум, Бакау Глядачів: 2,000 Арбітр: Мамадуба Камара (Гвінея) |

| 2 червня 1996 15:30 |

| Есватіні | 0–1      | Габон       |
| -------- | -------- | ----------- |
|          | Протокол | Огандага 5' |

| Національний стадіон Сомхоло, Лобамба Глядачів: 10,000 Арбітр: Феліз Оніаш Тангаваріма (Мозамбік) |

| 2 червня 1996 15:00 |

| Бурунді   | 1–0      | Сьєрра-Леоне |
| --------- | -------- | ------------ |
| Вамбо 85' | Протокол |              |

| Прінс Луї Рвагасоре, Бужумбура Глядачів: 6,000 Арбітр: Ахмед Саліх Салах (Судан) |

| 2 червня 1996 15:00 |

| Мадагаскар      | 1–2      | Зімбабве              |
| --------------- | -------- | --------------------- |
| Раоеліжаона 85' | Протокол | Саву 79' Такавіра 89' |

| Антананаріву Глядачів: 30,000 Арбітр: Лім Кі Чон (Маврикій) |

| 2 червня 1996 15:30 |

| Республіка Конго   | 2–0      | Кот-д'Івуар |
| ------------------ | -------- | ----------- |
| Ньєр 42' Міяму 89' | Протокол |             |

| Стад Альфонс Массемба-Деба, Браззавіль Глядачів: 6,000 Арбітр: Ака Амуам (Камерун) |

| 2 червня 1996 15:00 |

| Маврикій   | 1–5      | Заїр                                                    |
| ---------- | -------- | ------------------------------------------------------- |
| Мокуде 64' | Протокол | Емека 1' Нгонге 15' Тонделва 60' Елонга-Екакія 77', 82' |

| Стад Анжалай, Порт-Луї Глядачів: 2,448 Арбітр: Ерік Убер (Реюньйон) |

| 2 червня 1996 15:30 |

| Руанда      | 1–3      | Туніс                                  |
| ----------- | -------- | -------------------------------------- |
| Мупензі 48' | Протокол | Селлімі 43' (пен.), 47' Бен-Сліман 60' |

| Стад Режіональ Ньямірамбо, Кігалі Глядачів: 8,000 Арбітр: Бісінгу-Вабело Буенкаділа (Заїр) |

| 2 червня 1996 16:00 |

| Кенія                                    | 3–1      | Алжир       |
| ---------------------------------------- | -------- | ----------- |
| Кварула 58' Мотего 63' (пен.) Отієно 87' | Протокол | Зеррукі 78' |

| Мої, Найробі Глядачів: 30,000 Арбітр: Кіне Тебебу (Ефіопія) |

| 2 червня 1996 16:00 |

| Того                    | 2–1      | Сенегал    |
| ----------------------- | -------- | ---------- |
| Ояволе 31' Нутсудже 88' | Протокол | Траоре 80' |

| Стад де Кегуе, Ломе Глядачів: 20,000 Арбітр: Еммануель Окоампа (Гана) |

| 1 червня 1996 19:00 |

| Судан                          | 2–0      | Замбія |
| ------------------------------ | -------- | ------ |
| Ельмустафа 12' Анас Ельнур 52' | Протокол |        |

| Аль-Хіляль, Хартум Глядачів: 11,983 Арбітр: Мартін Омонді Біта (Кенія) |

| 8 червня 1996 16:00 |

| Танзанія | 0–0      | Гана |
| -------- | -------- | ---- |
|          | Протокол |      |

| Національний стадіон, Дар-ес-Салам Глядачів: 15,000 Арбітр: Шарль Баку Ндукізе (Бурунді) |

### Друге коло
| 16 червня 1996 16:00 |

| Буркіна-Фасо            | 2–0      | Мавританія |
| ----------------------- | -------- | ---------- |
| Уедраого 44' Траоре 81' | Протокол |            |

| Стад дю 4 Аоут, Уагадугу Глядачів: 13,000 Арбітр: Сільвен Абіканлу (Бенін) |

Буркіна-Фасо виграло 2–0 за сумою двох матчів
| 16 червня 1996 14:30 |

| Мозамбік   | 1–1      | Намібія |
| ---------- | -------- | ------- |
| Макамо 25' | Протокол | Хоб 84' |

| Ештадіу да Машава, Мапуту Глядачів: 20,000 Арбітр: Мільсон Бахіра Які (Madagascar) |

Намібія виграла 3–1 за сумою двох матчів
| 15 червня 1996 15:00 |

| Південна Африка          | 3–0      | Малаві |
| ------------------------ | -------- | ------ |
| Бартлетт 4', 42' Фіш 38' | Протокол |        |

| ФНБ-Стедіум, Йоганнесбург Глядачів: 30,000 Арбітр: Едвін Ммонваготле Сенай (Ботсвана) |

Південна Африка виграла 4–0 за сумою двох матчів
| 16 червня 1996 15:30 |

| Ангола                     | 3–1      | Уганда           |
| -------------------------- | -------- | ---------------- |
| Паулан 1', 58' Да Сілва 7' | Протокол | Роберт Кізіто 3' |

| Ештадіу да Сідадела, Луанда Глядачів: 30,000 Арбітр: Гошен Гатімбула (Замбія) |

Ангола виграла 5–1 за сумою двох матчів
| 16 червня 1996 16:30 |

| Гвінея                    | 3–1      | Гвінея-Бісау |
| ------------------------- | -------- | ------------ |
| Сума 33', 59' Бангура 61' | Протокол | Ку 47'       |

| Стад дю 28 Септембре, Конакрі Глядачів: 15,000 Арбітр: Мусса Кануте (Малі) |

Гвінея виграла 5–4 за сумою двох матчів
| 23 червня 1996 17:00 |

| Ліберія                               | 4–0      | Гамбія |
| ------------------------------------- | -------- | ------ |
| Кларк 25' Веа 79' Макор 87' Дебба 90' | Протокол |        |

| Аккра Спортс, Аккра Глядачів: 7,609 Арбітр: Семуел Камара (Сьєрра-Леоне) |

Ліберія виграла 5–2 за сумою двох матчів
| 16 червня 1996 16:00 |

| Габон               | 2–0      | Есватіні |
| ------------------- | -------- | -------- |
| Макая 28' Нгуку 56' | Протокол |          |

| Стад Омар Бонго, Лібревіль Глядачів: 11,625 Арбітр: Омер Єнго (Конго) |

Габон виграв 3–0 за сумою двох матчів
| 16 червня 1996 16:30 |

| Сьєрра-Леоне | 0–1      | Бурунді  |
| ------------ | -------- | -------- |
|              | Протокол | Мбуї 30' |

| Національний стадіон, Фрітаун Глядачів: 40,000 Арбітр: Олуфемі Орімісон Оланіян (Нігерія) |

Бурунді виграла 2–0 за сумою двох матчів, однак відмовилася від подальшої участі у відборі, тож її місце у Фінальному раунді було передане Сьєрра-Леоне.
| 16 червня 1996 15:00 |

| Зімбабве                  | 2–2      | Мадагаскар                          |
| ------------------------- | -------- | ----------------------------------- |
| Звіріпаї 52' Такавіра 69' | Протокол | Р. Расоанаїво 23' Х. Расоанаїво 67' |

| Національний стадіон, Хараре Глядачів: 36,885 Арбітр: Ієн Маклеод (ПАР) |

Зімбабве виграло 4–3 за сумою двох матчів
| 16 червня 1996 15:30 |

| Кот-д'Івуар | 1–1      | Республіка Конго |
| ----------- | -------- | ---------------- |
| Dao 29'     | Протокол | Імбула 85'       |

| Стад Фелікс Упует-Боїньї, Абіджан Глядачів: 20,000 Арбітр: Джамаль Аль-Гандур (Єгипет) |

Конго виграло 3–1 за сумою двох матчів
| 16 червня 1996 15:30 |

| Заїр                    | 2–0      | Маврикій |
| ----------------------- | -------- | -------- |
| Ngonge 45' Тонделва 90' | Протокол |          |

| Стад Каманьйола, Кіншаса Глядачів: 80,000 Арбітр: Жан-Фідель Дірамба (Габон) |

Заїр виграв 7–1 за сумою двох матчів
| 16 червня 1996 17:00 |

| Туніс                           | 2–0      | Руанда |
| ------------------------------- | -------- | ------ |
| Берхісса 17' Селлімі 46' (пен.) | Протокол |        |

| Стад ель-Менза, Туніс Глядачів: 18,000 Арбітр: Мохамед Кураджі (Алжир) |

Туніс виграв 5–1 за сумою двох матчів
| 14 червня 1996 17:00 |

| Алжир       | 1–0      | Кенія |
| ----------- | -------- | ----- |
| Тасфаут 81' | Протокол |       |

| Стадіон 5 липня 1962 року, Алжир Глядачів: 25,000 Арбітр: Сахлі Ферід (Туніс) |

Кенія виграла 3–2 за сумою двох матчів
| 16 червня 1996 16:30 |

| Сенегал    | 1–1      | Того       |
| ---------- | -------- | ---------- |
| Діалло 30' | Протокол | Гнавор 85' |

| Стад Леопольд Сенгор, Дакар Глядачів: 15,000 Арбітр: Лассана Гассама (Мавританія) |

Того виграло 3–2 за сумою двох матчів
| 16 червня 1996 15:00 |

| Замбія                        | 3–0      | Судан |
| ----------------------------- | -------- | ----- |
| Лота 13' Мутале 35' Тембо 76' | Протокол |       |

| Індепенденс Стадіум, Лусака Глядачів: 19,000 Арбітр: Воллес Мабуза (Свазіленд) |

Замбія виграла 3–2 за сумою двох матчів
| 17 червня 1996 15:00 |

| Гана                    | 2–1      | Танзанія  |
| ----------------------- | -------- | --------- |
| Джонсон 70' Огустін 81' | Протокол | Дайма 71' |

| Кумасі, Кумасі Глядачів: 45,000 Арбітр: Люсьєн Бушардо (Нігер) |

Гана виграла 2–1 за сумою двох матчів

## Фінальний раунд
Легенда:
- Команди, позначені зеленим, вийшли до фінальної частини ЧС-1998.

### Група 1
| Команда      | І | В | Н | П | Г+ | Г- | РГ  | О  |
| ------------ | - | - | - | - | -- | -- | --- | -- |
| Нігерія      | 6 | 4 | 1 | 1 | 10 | 4  | 6   | 13 |
| Гвінея       | 6 | 4 | 0 | 2 | 10 | 5  | 5   | 12 |
| Кенія        | 6 | 3 | 1 | 2 | 11 | 12 | −1  | 10 |
| Буркіна-Фасо | 6 | 0 | 0 | 6 | 7  | 17 | −10 | 0  |

| 9 листопада 1996 16:00 |

| Нігерія          | 2–0      | Буркіна-Фасо |
| ---------------- | -------- | ------------ |
| Амокачі 46', 77' | Протокол |              |

| Національний стадіон, Лагос Глядачів: 55,000 Арбітр: Омер Єнго (Конго) |

| 10 листопада 1996 16:30 |

| Гвінея                               | 3–1      | Кенія     |
| ------------------------------------ | -------- | --------- |
| Т. Камара 17' Ф. Камара 34' Сума 82' | Протокол | Орігі 12' |

| Стад дю 28 Септембре, Конакрі Глядачів: 30,000 Арбітр: Мохамед Кураджі (Алжир) |

| 12 січня 1997 16:00 |

| Кенія     | 1–1      | Нігерія      |
| --------- | -------- | ------------ |
| Сімію 22' | Протокол | Акпоборі 48' |

| Мої, Найробі Глядачів: 60,000 Арбітр: Абдул Рахман Аль-Заїд (Саудівська Аравія) |

| 12 січня 1997 15:30 |

| Буркіна-Фасо | 0–2      | Гвінея             |
| ------------ | -------- | ------------------ |
|              | Протокол | Уларе 17' Сума 44' |

| Стад дю 4 Аоут, Уагадугу Глядачів: 28,000 Арбітр: Зелі Сінко (Кот д'Івуар) |

| 5 квітня 1997 16:00 |

| Нігерія          | 2–1      | Гвінея        |
| ---------------- | -------- | ------------- |
| Амокачі 66', 67' | Протокол | Т. Камара 87' |

| Національний стадіон, Лагос Глядачів: 40,000 Арбітр: Саїд Белькола (Марокко) |

| 6 квітня 1997 16:00 |

| Кенія                   | 4–3      | Буркіна-Фасо                      |
| ----------------------- | -------- | --------------------------------- |
| Окот 55', 75', 85', 87' | Протокол | Зонго 12', 70' Ф. Сану 42' (пен.) |

| Мої, Найробі Глядачів: 35,000 Арбітр: Сахлі Ферід (Туніс) |

| 27 квітня 1997 16:00 |

| Буркіна-Фасо | 1–2      | Нігерія                 |
| ------------ | -------- | ----------------------- |
| Zongo 76'    | Протокол | Adepoju 42' Amunike 58' |

| Стад дю 4 Аоут, Уагадугу Глядачів: 12,224 Арбітр: Сахлі Ферід (Туніс) |

| 27 квітня 1997 16:00 |

| Кенія     | 1–0      | Гвінея |
| --------- | -------- | ------ |
| Отієно 3' | Протокол |        |

| Мої, Найробі Глядачів: 50,000 Арбітр: Чарлз Масембе (Уганда) |

| 7 червня 1997 16:00 |

| Нігерія                         | 3–0      | Кенія |
| ------------------------------- | -------- | ----- |
| Олісе 13' Амуніке 43' Орума 83' | Протокол |       |

| Національний стадіон, Лагос Глядачів: 25,000 Арбітр: Лім Кі Чон (Маврикій) |

| 8 червня 1997 16:00 |

| Гвінея                                        | 3–1      | Буркіна-Фасо |
| --------------------------------------------- | -------- | ------------ |
| Ф. Камара 9' (пен.) Бальма 27' (аг) Уларе 54' | Протокол | Зонго 8'     |

| Стад дю 28 Септембре, Конакрі Глядачів: 7,000 Арбітр: Омер Єнго (Конго) |

| 16 серпня 1997 16:00 |

| Буркіна-Фасо          | 2–4      | Кенія                              |
| --------------------- | -------- | ---------------------------------- |
| Зонго 16' У. Сану 80' | Протокол | Сімію 8' Вере 44' Сунгуті 70', 75' |

| Стад Мунісіпаль, Бобо-Діуласо Глядачів: 10,000 Арбітр: Коффі Коджія (Бенін) |

| 16 серпня 1997 16:30 |

| Гвінея        | 1–0      | Нігерія |
| ------------- | -------- | ------- |
| Ф. Камара 50' | Протокол |         |

| Стад дю 28 Септембре, Конакрі Глядачів: 25,000 Арбітр: Алекс Кварті (Гана) |

### Група 2
| Команда | І | В | Н | П | Г+ | Г- | РГ  | О  |
| ------- | - | - | - | - | -- | -- | --- | -- |
| Туніс   | 6 | 5 | 1 | 0 | 10 | 1  | 9   | 16 |
| Єгипет  | 6 | 3 | 1 | 2 | 15 | 5  | 10  | 10 |
| Ліберія | 6 | 1 | 1 | 4 | 2  | 10 | −8  | 4  |
| Намібія | 6 | 1 | 1 | 4 | 6  | 17 | −11 | 4  |

| 8 листопада 1996 15:15 |

| Єгипет                                                            | 7–1      | Намібія    |
| ----------------------------------------------------------------- | -------- | ---------- |
| Махер 1', 15', 69' А. Хассан 11' І. Хассан 34' Х. Хассан 72', 83' | Протокол | Шивуте 24' |

| Каїрський міжнародний стадіон, Каїр Глядачів: 35,000 Арбітр: Сіді Магасса (Малі) |

| 10 листопада 1996 15:00 |

| Ліберія | 0–1      | Туніс       |
| ------- | -------- | ----------- |
|         | Протокол | Желассі 87' |

| Аккра Спортс, Аккра Глядачів: 25,000 Арбітр: Жан-Фідель Дірамба (Габон) |

| 11 січня 1997 16:00 |

| Намібія | 0–0                                           | Ліберія |
| ------- | --------------------------------------------- | ------- |
|         | Протокол[недоступне посилання з вересня 2018] |         |

| Індепенденс Стадіум, Віндгук Глядачів: 12,000 Арбітр: Петрос Матабела (ПАР) |

| 12 січня 1997 14:00 |

| Туніс   | 1–0      | Єгипет |
| ------- | -------- | ------ |
| Бая 10' | Протокол |        |

| Стад ель-Менза, Туніс Глядачів: 35,000 Арбітр: Масайосі Окада (Японія) |

| 6 квітня 1997 15:00 |

| Ліберія | 1–0      | Єгипет |
| ------- | -------- | ------ |
| Веа 29' | Протокол |        |

| Аккра Спортс, Аккра Глядачів: 15,000 Арбітр: Зелі Сінко (Кот д'Івуар) |

| 6 квітня 1997 15:00 |

| Намібія  | 1–2      | Туніс                |
| -------- | -------- | -------------------- |
| Усеб 74' | Протокол | Херіші 15' Бадра 68' |

| Індепенденс Стадіум, Віндгук Глядачів: 25,000 Арбітр: Мілсон Жакі (Мадагаскар) |

| 26 квітня 1997 15:00 |

| Намібія                    | 2–3      | Єгипет                                 |
| -------------------------- | -------- | -------------------------------------- |
| Уутоні 62' Усеб 87' (пен.) | Протокол | H. Hassan 77', 89' Khashaba 79' (пен.) |

| Індепенденс Стадіум, Віндгук Глядачів: 6,000 Арбітр: Амуам Ака (Камерун) |

| 27 квітня 1997 16:00 |

| Туніс                 | 2–0      | Ліберія |
| --------------------- | -------- | ------- |
| Селлімі 66' Бадра 75' | Протокол |         |

| Стад ель-Менза, Туніс Глядачів: 40,000 Арбітр: Мамадуба Камара (Гвінея) |

| 8 червня 1997 15:00 |

| Ліберія | 1–2      | Намібія                |
| ------- | -------- | ---------------------- |
| Дає 5'  | Протокол | Шивуте 35' Урі Хоб 82' |

| Аккра Спортс, Аккра Глядачів: 11,960 Арбітр: Жан-Фідель Дірамба (Габон) |

| 8 червня 1997 20:15 |

| Єгипет | 0–0      | Туніс |
| ------ | -------- | ----- |
|        | Протокол |       |

| Каїрський міжнародний стадіон, Каїр Глядачів: 46,000 Арбітр: Карім Дахо (Алжир) |

| 17 серпня 1997 20:15 |

| Єгипет                                                     | 5–0      | Ліберія |
| ---------------------------------------------------------- | -------- | ------- |
| Хашаба 21' (пен.) Ханафі 24' Сабрі 46' Камуна 68' Емам 77' | Протокол |         |

| Каїрський міжнародний стадіон, Каїр Глядачів: 35,000 Арбітр: Кіне Тібебу (Ефіопія) |

| 17 серпня 1997 19:45 |

| Туніс                            | 4–0      | Намібія |
| -------------------------------- | -------- | ------- |
| Бая 19', 57' Суайя 31' Лімам 70' | Протокол |         |

| Стад ель-Менза, Туніс Глядачів: 15,000 Арбітр: Салах Ахмед Мохамед Саліх (Судан) |

### Група 3
| Команда          | І | В | Н | П | Г+ | Г- | РГ | О  |
| ---------------- | - | - | - | - | -- | -- | -- | -- |
| ПАР              | 6 | 4 | 1 | 1 | 7  | 3  | 4  | 13 |
| Республіка Конго | 6 | 3 | 1 | 2 | 5  | 5  | 0  | 10 |
| Замбія           | 6 | 2 | 2 | 2 | 7  | 6  | 1  | 8  |
| ДР Конго         | 6 | 0 | 2 | 4 | 4  | 9  | −5 | 2  |

У травні 1997 року, офіційну назвву Заїру було змінено на Демократичну Республіку Конго.
| 9 листопада 1996 15:00 |

| ПАР         | 1–0      | Заїр |
| ----------- | -------- | ---- |
| Масінґа 67' | Протокол |      |

| ФНБ-Стедіум, Йоганнесбург Глядачів: 55,000 Арбітр: Саїд Белькола (Марокко) |

| 10 листопада 1996 16:30 |

| Республіка Конго | 1–0      | Замбія |
| ---------------- | -------- | ------ |
| Ньєр 86'         | Протокол |        |

| Стад Мунісіпаль, Пуент-Нуар Глядачів: 40,000 Арбітр: Чарлз Масембе (Уганда) |

| 11 січня 1997 15:00 |

| Замбія | 0–0      | Південна Африка |
| ------ | -------- | --------------- |
|        | Протокол |                 |

| Індепенденс Стадіум, Лусака Глядачів: 75,000 Арбітр: Таджаддін Фарес (Сирія) |

| 12 січня 1997 15:30 |

| Заїр            | 1–1      | Республіка Конго |
| --------------- | -------- | ---------------- |
| Нзело-Лембі 13' | Протокол | Бонго 4'         |

| Стад Каманьйола, Кіншаса Глядачів: 60,000 Арбітр: Люсьєн Бушардо (Нігер) |

| 6 квітня 1997 15:30 |

| Республіка Конго    | 2–0      | Південна Африка |
| ------------------- | -------- | --------------- |
| Юнга-Муані 60', 64' | Протокол |                 |

| Стад Мунісіпаль, Пуент-Нуар Глядачів: 38,000 Арбітр: Сіді Магасса (Малі) |

| 9 квітня 1997 15:00 |

| Заїр                   | 2–2      | Замбія                 |
| ---------------------- | -------- | ---------------------- |
| Нцунда 29' Базамба 51' | Протокол | Малітолі 22' Тембо 81' |

| Національний стадіон, Хараре Глядачів: 20,000 Арбітр: Лім Кі Чон (Маврикій) |

| 27 квітня 1997 15:30 |

| Заїр      | 1–2      | ПАР                    |
| --------- | -------- | ---------------------- |
| Тумба 26' | Протокол | Кумало 21' Масінґа 66' |

| Стад де Кегуе, Ломе Глядачів: 7,000 Арбітр: Еммануель Обафемі (Нігерія) |

| 27 квітня 1997 15:00 |

| Замбія                       | 3–0      | Республіка Конго |
| ---------------------------- | -------- | ---------------- |
| Лота 40' Міті 85' Бвалья 85' | Протокол |                  |

| Індепенденс Стадіум, Лусака Глядачів: 25,000 Арбітр: Сіді Магасса (Малі) |

| 8 червня 1997 15:30 |

| Республіка Конго | 1–0      | ДР Конго |
| ---------------- | -------- | -------- |
| Юнга-Муані 60'   | Протокол |          |

| Стад Мунісіпаль, Пуент-Нуар Глядачів: 30,000 Арбітр: Мамадуба Камара (Гвінея) |

| 8 червня 1997 15:00 |

| ПАР                                | 3–0      | Замбія |
| ---------------------------------- | -------- | ------ |
| Мкалеле 8' Масінґа 17' Вільямс 54' | Протокол |        |

| ФНБ-Стедіум, Йоганнесбург Глядачів: 73,000 Арбітр: Джамаль Аль-Гандур (Єгипет) |

| 16 серпня 1997 15:30 |

| ПАР         | 1–0      | Республіка Конго |
| ----------- | -------- | ---------------- |
| Масінґа 14' | Протокол |                  |

| ФНБ-Стедіум, Йоганнесбург Глядачів: 80,000 Арбітр: Чарлз Масембе (Уганда) |

| 16 серпня 1997 15:00 |

| Замбія            | 2–0      | ДР Конго |
| ----------------- | -------- | -------- |
| Камванді 32', 56' | Протокол |          |

| Індепенденс Стадіум, Лусака Глядачів: 12,000 Арбітр: Едвін Сенаї (Ботсвана) |

### Група 4
| Команда  | І | В | Н | П | Г+ | Г- | РГ | О  |
| -------- | - | - | - | - | -- | -- | -- | -- |
| Камерун  | 6 | 4 | 2 | 0 | 10 | 4  | 6  | 14 |
| Ангола   | 6 | 2 | 4 | 0 | 7  | 4  | 3  | 10 |
| Зімбабве | 6 | 1 | 1 | 4 | 6  | 7  | −1 | 4  |
| Того     | 6 | 1 | 1 | 4 | 6  | 14 | −8 | 4  |

| 10 листопада 1996 15:30 |

| Ангола              | 2–1      | Зімбабве   |
| ------------------- | -------- | ---------- |
| Аква 43' Паулан 51' | Протокол | Ндлову 60' |

| Ештадіу да Сідадела, Луанда Глядачів: 60,000 Арбітр: Джамаль Аль-Гандур (Єгипет) |

| 10 листопада 1996 16:00 |

| Того                         | 2–4      | Камерун                            |
| ---------------------------- | -------- | ---------------------------------- |
| Нутсудже 50' Салу 83' (пен.) | Протокол | Чамі 10', 24', 55' Міссе-Міссе 63' |

| Стад де Кегуе, Ломе Глядачів: 15,000 Арбітр: Лім Кі Чон (Маврикій) |

| 12 січня 1997 15:30 |

| Камерун | 0–0      | Ангола |
| ------- | -------- | ------ |
|         | Протокол |        |

| Стад Ахмаду Ахіджо, Яунде Глядачів: 75,000 Арбітр: Саїд Белькола (Марокко) |

| 12 січня 1997 15:00 |

| Зімбабве                            | 3–0      | Того |
| ----------------------------------- | -------- | ---- |
| Чігурі 16' Такавіра 21' (пен.), 49' | Протокол |      |

| Національний стадіон, Хараре Глядачів: 45,000 Арбітр: Омер Єнго (Конго) |

| 6 квітня 1997 15:00 |

| Ангола                        | 3–1      | Того       |
| ----------------------------- | -------- | ---------- |
| Паулан 29' Аква 45' Соуза 51' | Протокол | Ояволе 21' |

| Ештадіу да Сідадела, Луанда Глядачів: 30,000 Арбітр: Еммануель Окоампа (Гана) |

| 6 квітня 1997 15:30 |

| Камерун    | 1–0      | Зімбабве |
| ---------- | -------- | -------- |
| Чутанг 80' | Протокол |          |

| Стад Ахмаду Ахіджо, Яунде Глядачів: 50,000 Арбітр: Жан-Фідель Дірамба (Габон) |

| 27 квітня 1997 15:30 |

| Камерун              | 2–0      | Того |
| -------------------- | -------- | ---- |
| Чутанг 87' Мбома 90' | Протокол |      |

| Стад Ахмаду Ахіджо, Яунде Глядачів: 25,000 Арбітр: Люсьєн Бушардо (Нігер) |

| 27 квітня 1997 15:00 |

| Зімбабве | 0–0      | Ангола |
| -------- | -------- | ------ |
|          | Протокол |        |

| Національний стадіон, Хараре Глядачів: 47,257 Арбітр: Ієн Маклеод (ПАР) |

| 8 червня 1997 15:00 |

| Ангола   | 1–1      | Камерун   |
| -------- | -------- | --------- |
| Аква 55' | Протокол | Мбома 47' |

| Ештадіу да Сідадела, Луанда Глядачів: 60,000 Арбітр: Чарлз Масембе (Уганда) |

| 8 червня 1997 16:00 |

| Того         | 2–1      | Зімбабве            |
| ------------ | -------- | ------------------- |
| Салу 8', 21' | Протокол | Такавіра 65' (пен.) |

| Стад де Кегуе, Ломе Глядачів: 10,000 Арбітр: Зелі Сінко (Кот д'Івуар) |

| 17 серпня 1997 14:00 |

| Того      | 1–1      | Ангола       |
| --------- | -------- | ------------ |
| Уаджа 47' | Протокол | Кінзінью 43' |

| Стад де Кегуе, Ломе Глядачів: 4,500 Арбітр: Сіді Магасса (Малі) |

| 17 серпня 1997 16:00 |

| Зімбабве  | 1–2      | Камерун        |
| --------- | -------- | -------------- |
| Дінья 82' | Протокол | Мбома 50', 54' |

| Національний стадіон, Хараре Глядачів: 12,736 Арбітр: Джамаль Аль-Гандур (Єгипет) |

### Група 5
Гра між Габоном і Сьєрра-Леоне не проводилася, адже жодна команда на той час вже не мала шансів на перемогу у групі.
| Команда      | І | В | Н | П | Г+ | Г- | РГ  | О  |
| ------------ | - | - | - | - | -- | -- | --- | -- |
| Марокко      | 6 | 5 | 1 | 0 | 14 | 2  | 12  | 16 |
| Сьєрра-Леоне | 5 | 2 | 1 | 2 | 4  | 6  | −2  | 7  |
| Гана         | 6 | 1 | 3 | 2 | 7  | 7  | 0   | 6  |
| Габон        | 5 | 0 | 1 | 4 | 1  | 11 | −10 | 1  |

| 9 листопада 1996 18:00 |

| Марокко                              | 4–0      | Сьєрра-Леоне |
| ------------------------------------ | -------- | ------------ |
| Хабабі 16' Рагіб 50', 55' Фертут 57' | Протокол |              |

| Стадіон принца Мулая Абделлаха, Рабат Глядачів: 25,000 Арбітр: Олуфемі Оланіян (Нігерія) |

| 10 листопада 1996 16:00 |

| Габон      | 1–1      | Гана     |
| ---------- | -------- | -------- |
| Нгуема 65' | Протокол | Пеле 66' |

| Стад Омар Бонго, Лібревіль Глядачів: 45,000 Арбітр: Ієн Маклеод (ПАР) |

| 11 січня 1997 16:30 |

| Сьєрра-Леоне | 1–0      | Габон |
| ------------ | -------- | ----- |
| Кану 46'     | Протокол |       |

| Національний стадіон, Фрітаун Глядачів: 40,000 Арбітр: Олуфемі Оланіян (Нігерія) |

| 12 січня 1997 14:45 |

| Гана                  | 2–2      | Марокко              |
| --------------------- | -------- | -------------------- |
| Джонсон 77' Мозес 89' | Протокол | Бассір 30' Хаджі 70' |

| Баба Яра, Кумасі Глядачів: 45,000 Арбітр: Алі Буджсаїм (ОАЕ) |

| 5 квітня 1997 16:30 |

| Сьєрра-Леоне | 1–1      | Гана               |
| ------------ | -------- | ------------------ |
| Конте 87'    | Протокол | А. Камара 23' (аг) |

| Національний стадіон, Фрітаун Глядачів: 30,000 Арбітр: Люсьєн Бушардо (Нігер) |

| 6 квітня 1997 16:00 |

| Габон | 0–4      | Марокко                      |
| ----- | -------- | ---------------------------- |
|       | Протокол | Багжа 2', 5' Бассір 44', 45' |

| Стад Омар Бонго, Лібревіль Глядачів: 40,000 Арбітр: Чарлз Масембе (Габон) |

Матч було перервано на 53-ій хвилині через заворушення на трибунах. ФІФА дозволила зарахувати рахунок, що був на той момент.
| 26 квітня 1997 16:30 |

| Сьєрра-Леоне | 0–1      | Марокко    |
| ------------ | -------- | ---------- |
|              | Протокол | Бассір 40' |

| Національний стадіон, Фрітаун Глядачів: 45,000 Арбітр: Фалла Ндоє (Сенегал) |

| 27 квітня 1997 15:00 |

| Гана                              | 3–0      | Габон |
| --------------------------------- | -------- | ----- |
| Абоаг'є 42' Гарго 60', 64' (пен.) | Протокол |       |

| Аккра Спортс, Аккра Глядачів: 35,000 Арбітр: Ахмед Шиннаві (Єгипет) |

| 8 червня 1997 20:00 |

| Марокко   | 1–0      | Гана |
| --------- | -------- | ---- |
| Рагіб 67' | Протокол |      |

| Мохаммед V, Касабланка Глядачів: 80,000 Арбітр: Сіді Магасса (Малі) |

| 8 червня 1997 16:00 |

| Габон | P–P      | Сьєрра-Леоне |
| ----- | -------- | ------------ |
|       | Протокол |              |

| Стад Омар Бонго, Лібревіль Арбітр: Люсьєн Бушардо (Нігер) |

Гру було відкладено через неможливість команди гостей прибути на матч через політичний конфлікт. Згодом було вирішено взагалі не проводити гру, яка вже не мала турнірного значення для жодної із команд.
| 16 серпня 1997 20:00 |

| Марокко                         | 2–0      | Габон |
| ------------------------------- | -------- | ----- |
| Найбет 24' Багжа 45(+2)' (пен.) | Протокол |       |

| Мохаммед V, Касабланка Глядачів: 125,000 Арбітр: Хуссейн Мусса (Єгипет) |

| 17 серпня 1997 15:00 |

| Гана | 0–2      | Сьєрра-Леоне         |
| ---- | -------- | -------------------- |
|      | Протокол | Аміду 14' Каллон 47' |

| Аккра Спортс, Аккра Глядачів: 3,000 Арбітр: Лазаре Ессімі Мбенге (Камерун) |

## Учасники
До фінальної частини чемпіонату світу 1998 року кваліфікувалися наступні п'ять команд:
| Команда | Спосіб кваліфікації                  | Дата кваліфікації | Попередні участі на чемпіонатах світу |
| ------- | ------------------------------------ | ----------------- | ------------------------------------- |
| Нігерія | Переможець Групи 1 Фінального раунду | 7 червня 1997     | 1 (1994)                              |
| Туніс   | Переможець Групи 2 Фінального раунду | 8 червня 1997     | 1 (1978)                              |
| ПАР     | Переможець Групи 3 Фінального раунду | 16 серпня 1997    | 0 (дебют)                             |
| Камерун | Переможець Групи 4 Фінального раунду | 17 серпня 1997    | 3 (1982, 1990, 1994)                  |
| Марокко | Переможець Групи 5 Фінального раунду | 8 червня 1997     | 3 (1970, 1986, 1994)                  |

## Бомбардири
Загалом у 91 грі відбору було забито 229 голів (у середньому 2,52 гола за гру).
5 голів
- Паулан
- Мамаду Зонго
- Майк Орігі
- Віталіс Такавіра

4 голи
- Патрік Мбома
- Хоссам Хассан
- Тіті Камара
- Момо Сума
- Салахеддін Бассір
- Даніель Амокачі
- Філемон Масінґа
- Адель Селлімі

3 голи
- Аква (футболіст)
- Альфонс Чамі
- Макшамбе Юнга-Муані
- Алі Махер
- Фоде Камара
- Ахмед Багжа
- Халід Рагіб
- Зубеїр Бая

2 голи
- Паулу Жорже Да Сілва
- Бернар Чутанг
- Олів'є Ньєр
- Хаді Хашаба
- Мохаммед Гарго
- Семюел Джонсон
- Сулейман Уларе
- Сіпріану Ку
- Перейра Тавареш
- Муса Отієно
- Кеннеді Сімію
- Моріс Сунгуті
- Джеймс Дебба
- Джордж Веа
- Мохаммед Усеб
- Еліфас Шивуте
- Герватіус Урі Хоб
- Еммануель Амуніке
- Шон Бартлетт
- Баширу Салу
- Коссі Нутсудже
- Джима Ояволе
- Халед Бадра
- Елос Елонга-Екакія
- Мішель Нгонге
- Мбулея Тонделва
- Фрейзер Камванді
- Денніс Лота
- Ендрю Тембо

1 гол
- Абдельхафід Тасфаут
- Сід Ахмед Зеррукі
- Фернанду Соуза
- Кінзінью
- Кассум Уедраого
- Фірмен Сану
- Усман Сану
- Браїма Траоре
- Жан-Марі Мбуї
- Суче Вамбо
- Жан-Жак Міссе-Міссе
- Крістіан Бонго
- Шарль Імбула
- Суса Міяму
- Лассіна Дао
- Хазем Емам
- Хешам Ханафі
- Ахмед Хассан
- Ібрагім Хассан
- Самір Камуна
- Абдель Саттар Сабрі
- Бріс Макая
- Анісет Яла Нгуку
- Теодор Нгуема
- Жона Огандага
- Абдул Азіз Корр
- Ебріма Ебу Сілла
- Фелікс Абоаг'є
- Огустін Агінфул
- Артур Мозес
- Абеді Пеле
- Тібу Бангура
- Вінсент Кварула
- Генрі Мотего
- Френсіс Вере
- Роберт Кларк
- Прінс Дає
- Олівер Макор
- Жіана Раоеліжаона
- Етьєн Хаджасон Расоанаїво
- Етьєн Радо Расоанаїво
- Антуан Мокуде
- Юссеф Фертут
- Хабабі Ель-Арбі
- Мустафа Хаджі
- Нуреддін Найбет
- Армандо Макамо
- Евальд Хоесеб
- Йоганнес Ортманн
- Сімон Уутоні
- Мутью Адепожу
- Джонатан Акпоборі
- Сандей Олісе
- Вілсон Орума
- Леон Мупензі
- Мамаду Діалло
- Умар Траоре
- Джаміру Аміду
- Ламін Конте
- Мохамед Каллон
- Абу Кану
- Марк Фіш
- Теофілус Кумало
- Гелман Мкалеле
- Ерік Тінклер
- Марк Вільямс
- Халід Ахмед Ельмустафа
- Анас Ельнур
- Мохамед Дайма
- Кокуні Акпало Гнавор
- Лантам Уаджа
- Таджу Салу
- Мегді Бен-Сліман
- Геді Берхісса
- Тауфік Херіші
- Ріяд Желассі
- Жамеледдін Лімам
- Скандер Суайя
- Роберт Кізіто
- Епотель Базамба
- Емека Мамале
- Ерве Нзело-Лембі
- Етьєн Нцунда
- Зіко Тумба
- Джонсон Бвалья
- Кеннет Малітолі
- Мвапе Міті
- Вінсент Мутале
- Кеннеді Чігурі
- Едельберт Дінья
- Адам Ндлову
- Еджент Саву
- Клаудіус Звіріпаї

1 автогол
- Мохамаді Бальма (у грі проти Гвінеї)
- Абубакар Камара (у грі проти Гани)